# سار صورتی
سار صورتی (نام علمی: Pastor roseus) نام یک گونه از تیره ساران است.